# Hymenocallideae
Hymenocallideae, biljni tribus iz porodice zvanikovki. Ime je dobio po rodu trajnica himenokalis (Hymenocallis) raširenom po Sjevernoj i južnoj Americi. Postoji osam rodova

## Rodovi
1. Pamianthe Stapf (3 spp.)
2. Paramongaia Velarde (5 spp.)
3. Clinanthus Herb. (24 spp.)
4. Hymenocallis Salisb. (67 spp.)
5. Leptochiton Sealy (2 spp.)
6. Ismene Salisb. ex Herb.  (11 spp.)
7. Rauhia Traub (5 spp.)
8. Phaedranassa Herb. (10 spp.)